# یاکوب یورگنسن

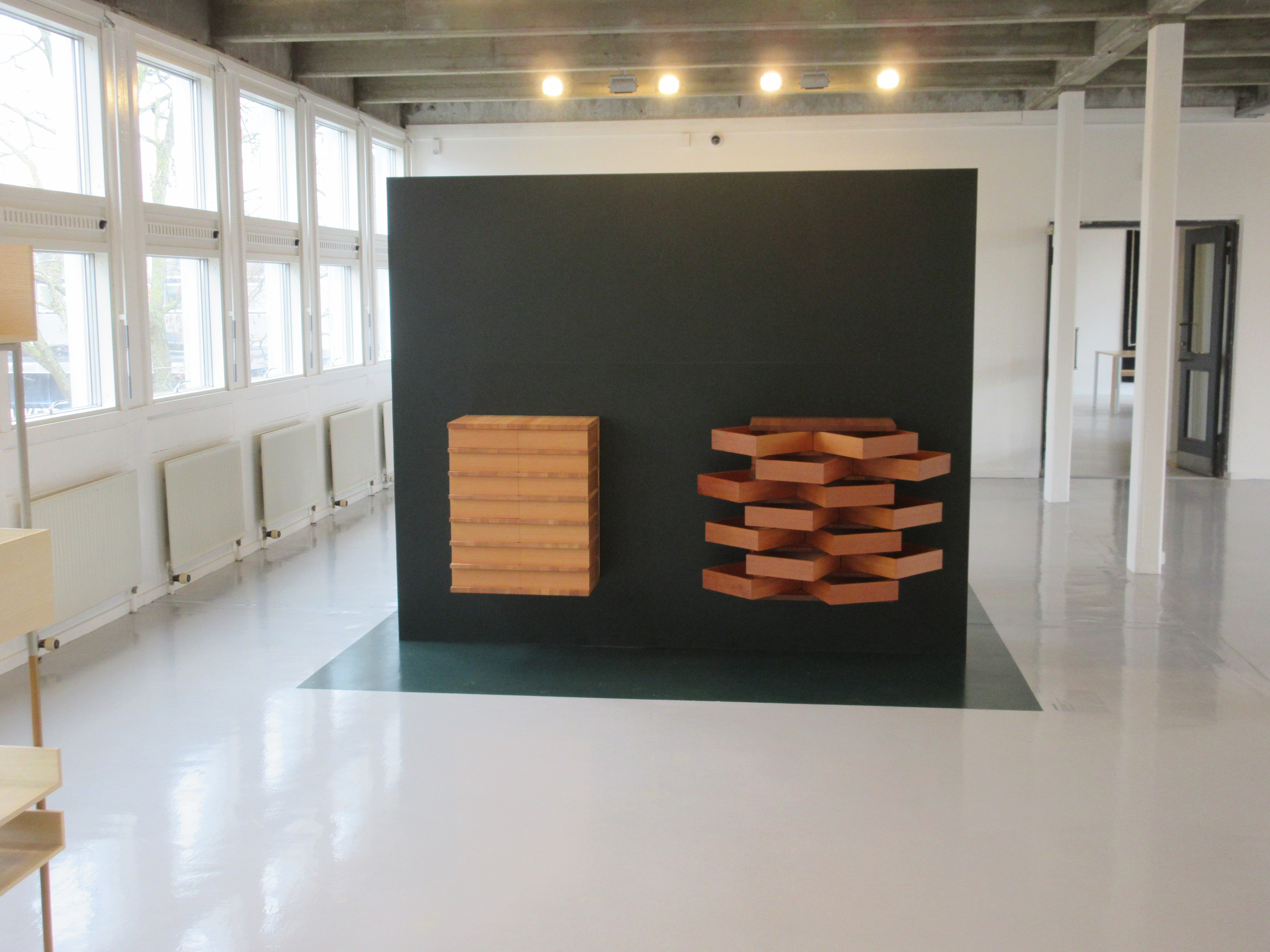
فیریل (پروانه) با کشوهای باز و بسته، اثر: یورگنسن در فضای نمایشگاهی ای. پیترسن در کپنهاگ در سال ۲۰۱۸ میلادی

یاکوب یورگنسن (به دانمارکی: Jakob Jørgensen)؛ (زادهٔ ۹ اوت ۱۹۷۷ میلادی) یک طراح مبلمان اهل دانمارک است که عمدتاً با رسانۀ چوب کار می‌کند. او با لینه دپینگ تحت نام دپینگ و یورگنسن همکاری می‌کند. او در سال ۲۰۰۷ میلادی از مدرسهٔ طراحی دانمارک فارغ‌التحصیل شد.

## آثار برگزیده
- بارسا، کوندهاوس
- فیریل، گالری ماریا وترگرن
- آویز کتاب شاعران، مایندکرافت۱۲
- جعبهٔ لباس، گالری ماریا وترگرن
- میز سینی، اس‌ای۱۱
- رئول، 'شات روی ساقه
- رولز، مایندکرافت۱۴
- آی‌او
- باوم، گالری ماریا وترگرن
- آی‌اس‌ای‌کی، آی‌اف‌دی‌ای

## نمایشگاه‌ها
آثار یورگنسن در گالری ماریا وترگرن در پاریس به نمایش گذاشته‌ شده است و از سال ۲۰۰۹ میلادی در نمایشگاه پاییزهٔ کابینت‌سازان حضور داشته‌ است. در فوریه تا مه ۲۰۱۸ میلادی، او یکی از چهار طراح حاضر در نمایشگاه هالستروم، اودگارد، دپینگ و یورگنسن در نمایشگاهِ ای. پیترسن در فضای ساختمانِ اِی در کپنهاگ است.

## جوایز
- بارسا در مسابقات آی‌اف‌دی‌ای (مسابقۀ بین‌المللی طراحی مبلمان) در سال ۲۰۰۸ میلادی برندهٔ جایزه اول شد.
- ۲۰۱۱ جایزۀ طراحی بودوم (دپینگ و یورگنسن).
- ۲۰۱۲ جایزۀ طراحی کاغذدیواری*.[۲]

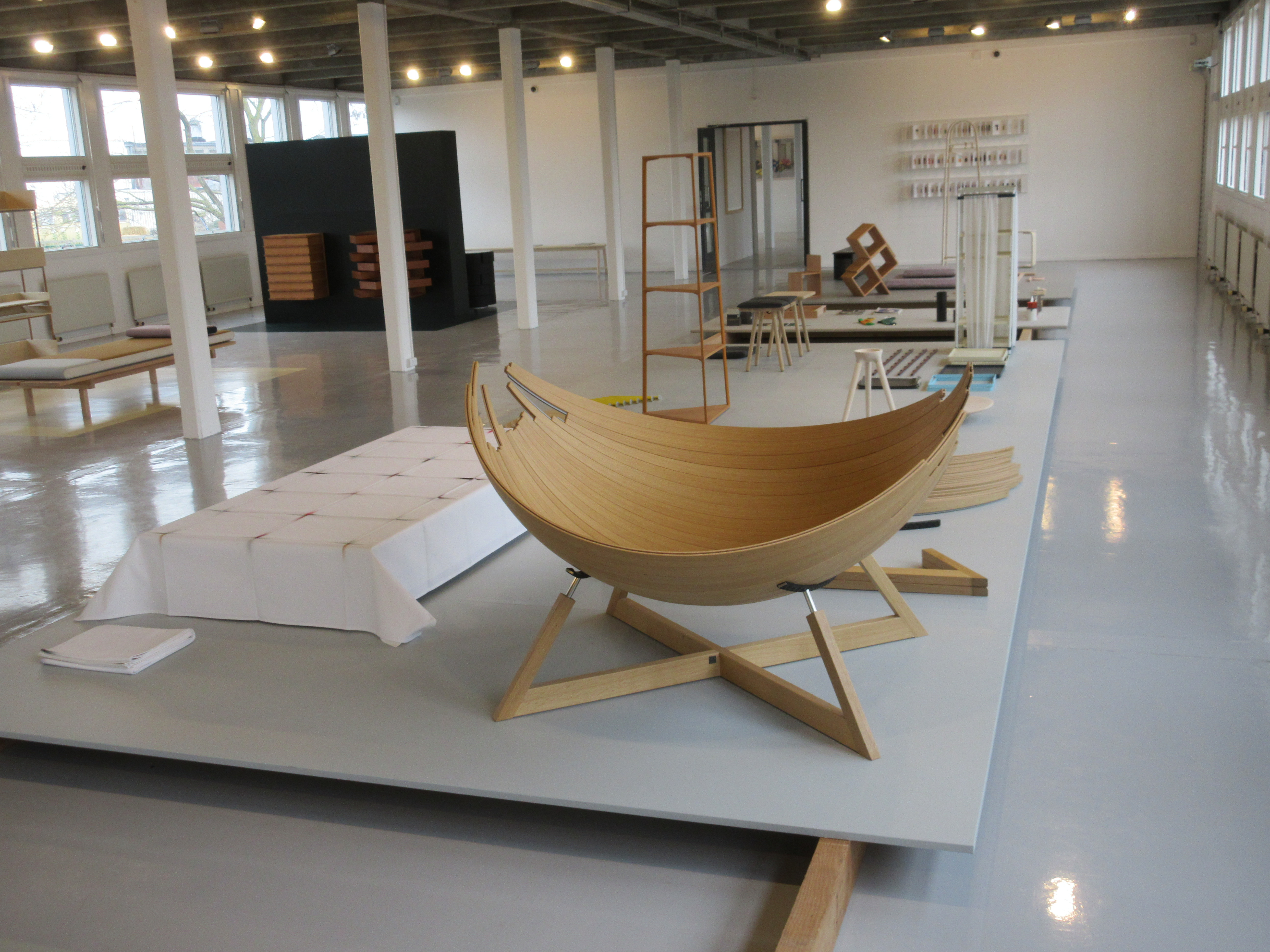
بارسا
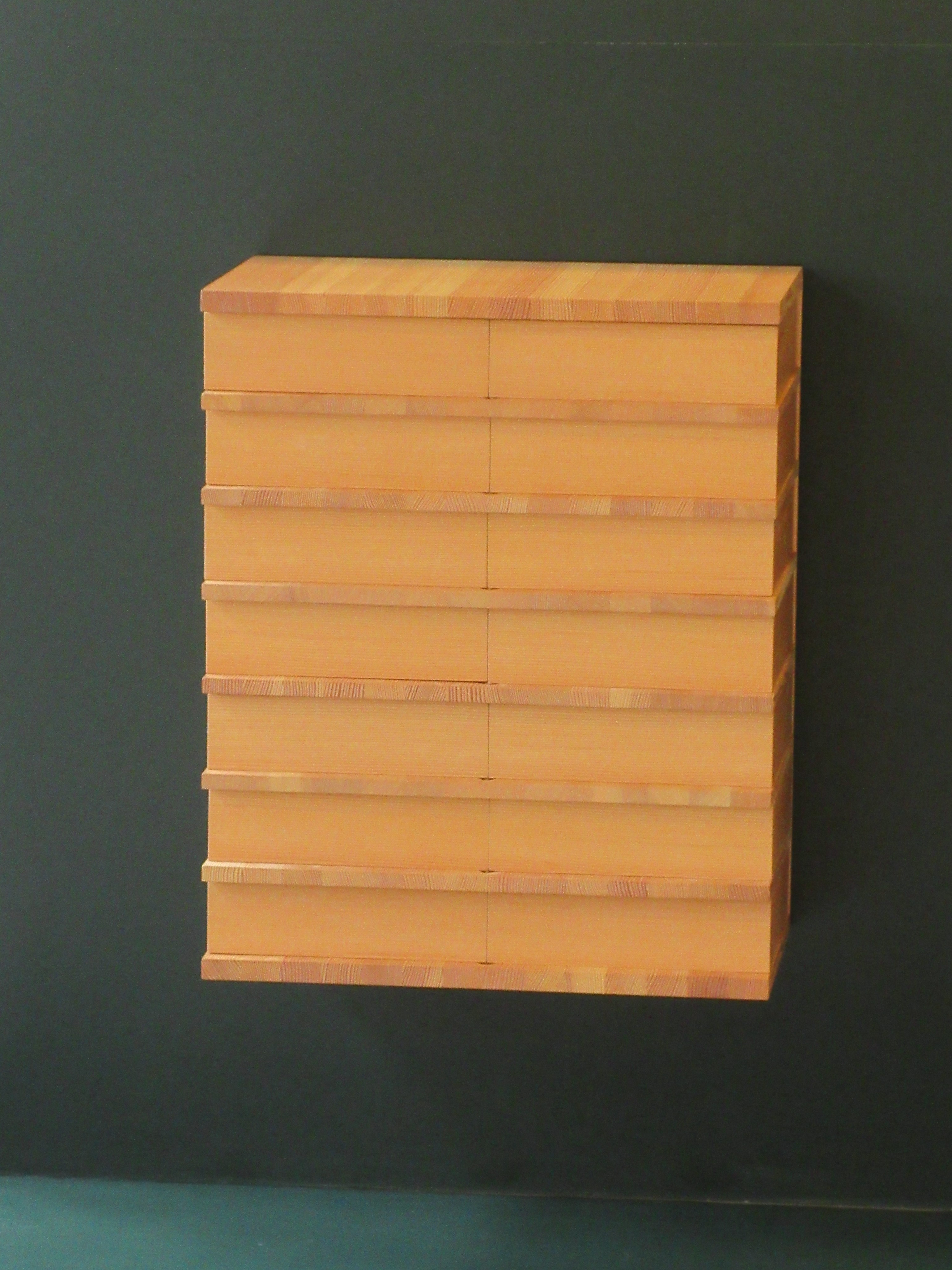
فیریل (پروانه) با کشوهای بسته
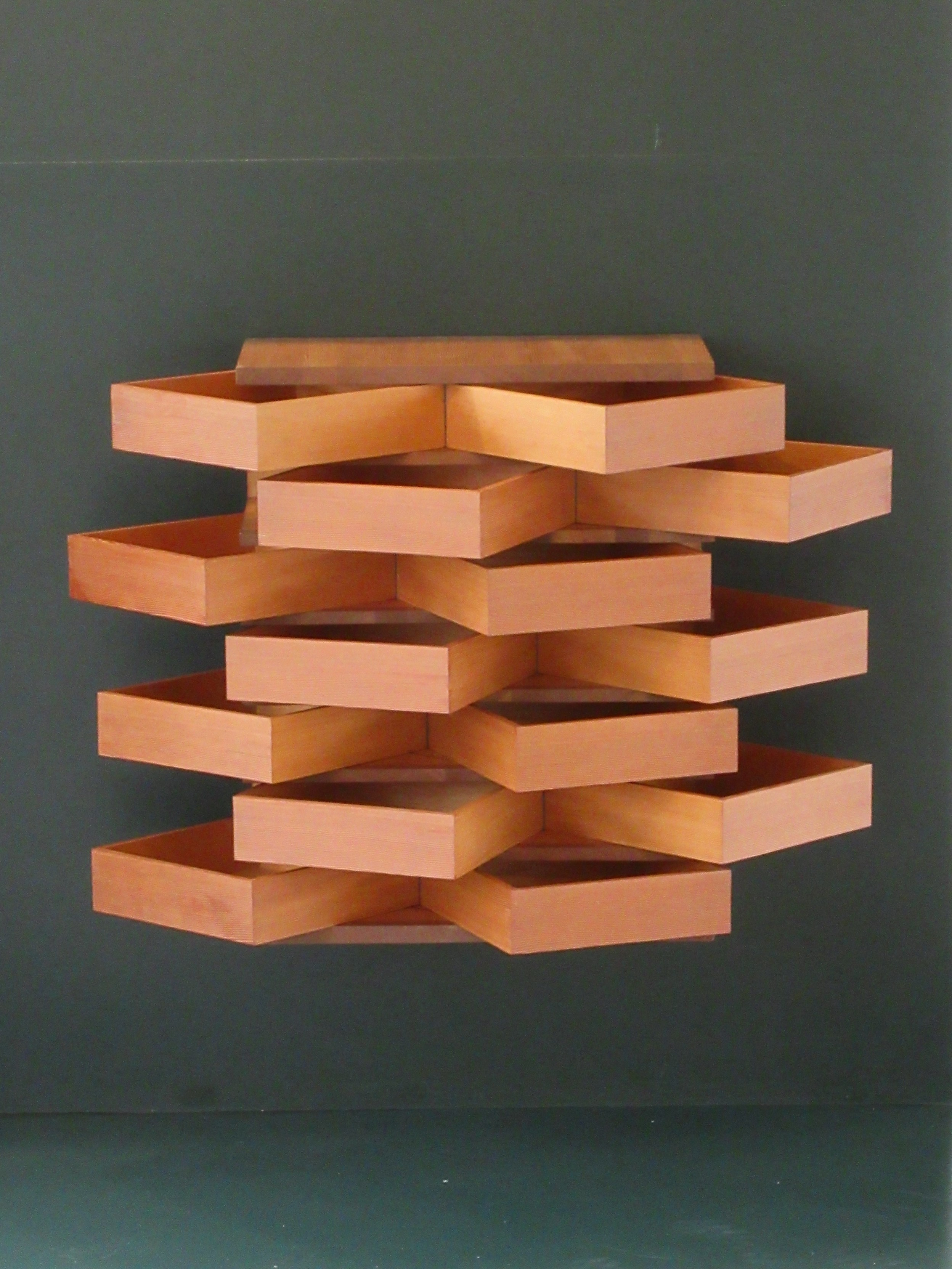
فیریل (پروانه) با کشوهای باز
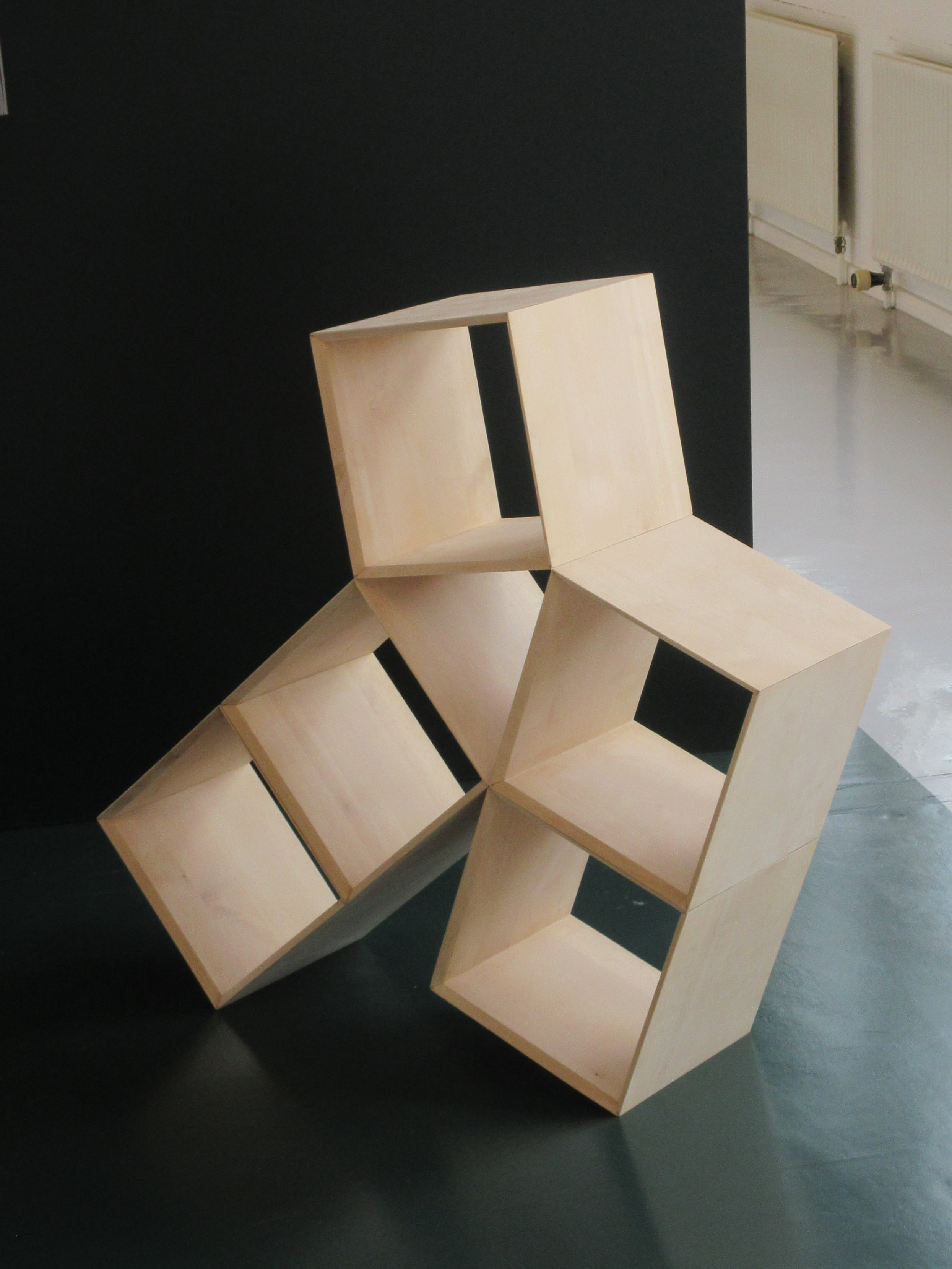
آی‌او، سیستم قفسه‌بندی مدولار